# Demy de Zeeuw
Demy de Zeeuw (født 26. maj 1983 i Apeldoorn, Holland) er en hollandsk tidligere fodboldspiller, der spillede som defensiv midtbanespiller. Han repræsenterede blandt andet AZ og Ajax i hjemlandet samt russiske Spartak Moskva.

## Klubkarriere
De Zeeuw skiftede fra de daværende hollandske mestre AZ til Ajax den 24. juli 2009 for en sum på €7.5 millioner.  Han blev hollandsk pokalvinder med Ajax i 2010.

## Landshold
De Zeeuw nåede at spille 27 kampe for Hollands landshold, som han debuterede for den 28. marts 2007 i en kamp mod Slovenien. Han blev efterfølgende udtaget til EM i 2008, og  VM i 2010.

## Titler
Æresdivisionen
- 2009 med AZ Alkmaar

KNVB Cup
- 2010 med AFC Ajax